# Chemene Sinson
Chemene Sinson (sinh ngày 10 tháng 3 năm 1964) là một cựu vận động viên bơi nghệ thuật đến từ Barbados. Bà đã tham gia cuộc thi solo nữ tại Thế vận hội Mùa hè 1984.